# USS Craven (DD-70)
USS Craven (DD-70) – amerykański niszczyciel typu Caldwell. Jego patronem był Tunis Craven (1813–1864).
Zwodowano go 29 czerwca 1918 w Norfolk Naval Shipyard, matką chrzestną była pani F. Learned, córka patrona okrętu. Jednostka weszła do służby w US Navy 19 października 1918, jej pierwszym dowódcą był Lieutenant Commander M. B. McComb.
Po krótkiej służbie został wycofany do rezerwy 15 czerwca 1922. 12 listopada 1939, gdy nadal był w rezerwie, jego nazwę zmieniono na Conway by uhonorować Williama Conway`a.
Wrócił do służby 9 sierpnia 1940. Do Halifaksu dotarł 17 października. Tam został wycofany ze służby 23 października i przekazany władzom brytyjskim w ramach umowy niszczyciele za bazy. Tego samego dnia wszedł do służby jako HMS Lewes (G68) (nazwa pochodzi od miasta Lewes w East Sussex).
Pełnił zadania eskortowe i szkoleniowe na wodach europejskich, afrykańskich, azjatyckich i australijskich.
12 października 1945 został uznany za niepotrzebny flocie. Został pozbawiony cennych przedmiotów i zatopiony w pobliżu Sydney 25 maja 1946.